# Pásztor Ede
Pásztor Ede (Nagyvárad, 1879. március 5. – Nagyvárad, 1936. július 15.) erdélyi magyar lapszerkesztő.

## Életútja
A budapesti Református Főgimnáziumban érettségizett, újságírói pályáját a Nagyváradi Naplónál kezdte. 1919-ben a Váradi Hetet szerkesztette. Az 1920-as és az 1930-as években a Nagyváradi Friss Újságnál volt szerkesztő, ezen újságnak tulajdonosa is lett. 1932-ben független politikai napilapot alapított Erdélyi Magyarság címmel; ennek kiadását halála után felesége folytatta, egészen a lap 1940 szeptemberében bekövetkezett megszűnéséig.

## Társasági tagság
- A Nyomdatulajdonosok Országos Szövetségének elnöke.